# 마이스터징어

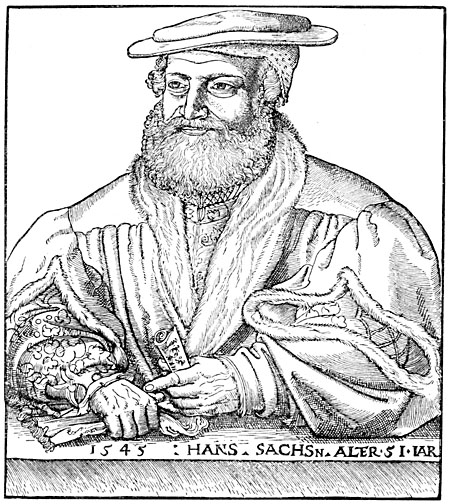
16세기의 마이스터징어

마이스터징어(Meistersinger)는 14세기부터 16세기까지 중세 독일의 작시·작곡 길드의 회원을 뜻한다. 대다수의 마이스터징어는 중산층 남자들이었다.

## 규칙
마이스터징어가 지켜야 할 규칙은 타블라투어라는 법전에 기록되었다. 타블라투어의 내용은 시의 종류, 사용해도 되는 운율, 자주 범하는 실수들 등 세 가지로 나뉘어 있다. 마이스터징어들에게 시는 신이 내려준 영감이 아니라 연습을 통해 배우는 기계적인 예술이었다.
'과식 멜로디'(Vielfrassweis), '꽃무늬 천국 멜로디'(geblümte Paradiesweis), '작은 줄무늬 사프란 꽃 멜로디'(Gestreiftsafranblumleinweis)등 독특한 이름을 부여하여 여러 가지 선율을 정리하였고, 가사의 내용보다는 단어의 음절에 멜로디를 맞추는데 더 신경을 썼다.

## 바그너
리하르트 바그너의 1868년 오페라 뉘른베르크의 명가수는 마이스터징어들을 풍자화했다.